# Nacoleiopsis auriceps
Nacoleiopsis auriceps là một loài bướm đêm trong họ Crambidae.